# 陰宅2
《陰宅2》（英語：Amityville: The Awakening）是一部2017年美國超自然恐怖片，由法蘭克·卡方執導並與Daniel Farrands、Casey La Scala共同擔任編劇。電影為「鬼哭神嚎系列電影」的第十七部作品。由貝拉·索恩、卡梅隆·莫納漢、珍妮佛·傑森·李、湯瑪斯·曼恩、珍妮佛·莫瑞森與寇特伍德·史密斯。
電影的美國上映日經過了多次更動，最終定檔2017年10月12日在Google Play上發行，2017年10月28日在美國有限上映。

## 劇情
故事敘述貝拉與妹妹茱麗葉隨著母親瓊搬進了新房子，這是為了支付半身不遂的弟弟詹姆斯的保健。但該房子卻發生了奇怪的靈異幻象，這竟然使得詹姆斯奇蹟般的康復，這讓貝拉相當訝異，並也開始意識到自己和家人搬進的房子並不正常。

## 演員
- 貝拉·索恩 飾 貝拉
- 卡梅隆·莫納漢 飾 詹姆斯
- 珍妮佛·傑森·李 飾 瓊
- 湯瑪斯·曼恩 飾 泰倫斯
- 珍妮佛·莫瑞森 飾 凱蒂絲
- 麥肯娜·葛瑞絲 飾 茱麗葉
- 寇特伍德·史密斯（英语：Kurtwood Smith） 飾 米爾頓醫生
- 泰勒·史派樂 飾 瑪莉莎

## 發行
該片原定於2015年1月2日在美國上映。後來於2014年9月，電影的上映日被抽下。2015年5月，宣布電影將於2016年4月15日在美國上映。2016年3月2日，米拉麥克斯不再是該片的製片商。
電影改定於2016年4月1日在美國上映，但因試映的反應而延期至2017年1月6日上映。12月16日，電影的美國上映日又再度延期至2017年6月30日。2017年6月7日，電影的上映日再次被下架。美國最終定於2017年10月12日在Google Play上發行，並於2017年10月28日在美國有限上映。
本片最先於2017年7月27日開始在烏克蘭和中美洲等地上映。

## 外部連結
- 互联网电影数据库（IMDb）上《陰宅2》的资料（英文）